# 筑豊看護専門学校
筑豊看護専門学校（ちくほうかんごせんもんがっこう）は、福岡県直方市に所在した専修学校。看護科を設置。

## 概要
当校は、福岡県直方市に所在した私立専門学校であった。一般社団法人福岡県社会保険医療協会が設置していた。修業年限は3年で夜間定時制であった。

## 沿革
1956年に准看護婦学院として開校。
1974年に准看護婦学院を廃止して高等看護学院になる。
1977年に高等看護学院が専門学校に昇格する。
2023年に閉校。